# 帕考縣
帕考縣是印度的一個縣，位於該國東部，由賈坎德邦負責管轄，面積686平方公里，識字率為50.17%，2011年人口899,200，人口在2001至2011年期間增加28%，人口密度每平方公里1,310人。

## 外部連結
- Official district government website （页面存档备份，存于）
- （页面存档备份，存于） List of places in Pakur

24°37′48″N 87°51′00″E / 24.63000°N 87.85000°E